# Taternik
Taternik, ( slovensky Horolezec je časopis horolezeckého Polskiego związki alpinismu (Polského horolezeckého svazu), který vychází od roku 1907. Od roku 1998 vychází čtvrtletně a od roku 2008 ve čtvrtletní periodicitě i v elektronické formě na internetu. Je nejstarším časopisem se sportovní tematikou v Polsku.
Časopis založili členové Sekcja Turystyczna Towarzystwa Tatrzańskiego (Turistické sekce Tatranského spolku) 25. srpna 1906. První číslo vyšlo 1. března 1907 v Lvově. Časopis vycházel v letech 1907 - 1914, 1921 - 1944, 1947 - 1949 a od roku 1956 nepřetržitě. Přerušení vydávání časopisu zapříčinily válečné konflikty a nedostatek finančních prostředků. Do roku 1935 byl orgánem Towarzystwa Tatrzańskiego (Tatranského spolku), potom orgánem Klubu Wysokogórskego (vysokohorské klubu), od roku 1974 ho vydává Polski Związek alpinismu (Polský horolezecký svaz).
Taternik je časopis, který není zaměřen výhradně na horolezectví. Od začátku vydávání byl tribunou prírodoochranárskych aktivit a informátorem o událostech ve světových horách, ale především ve Vysokých Tatrách. Hodnotné jsou jeho příspěvky k tatranským a horolezeckým dějinám, jeho biografické články, teoretické úvahy i reportáže z expedic. Vysoké Tatry chápe jako orografickou jednotku a svou pozornost věnuje stejnou měrou polské i slovenské části Vysokých Tater. 
Redaktory Taternika byly Kazimierz Panek ( 1907 ), Roman Kordys ( 1908 - 1911 ), Zygmunt Klemensiewicz ( 1911 - 1912 ), Mieczysław Świerże ( 1913 - 1928, s přestávkou během války), Stanisław Krystyn Zaremba ( 1929 - 1930 ), Jan Alfred Szczepański ( 1931 - 1936 ), Zdzisław Dąbrowski ( 1936 - 1939 ), Tadeusz Orłowski ( 1940 - 1944 ), Witold Henryk Paryski ( 1947 - 1949 a v roce 1956 ), Antoni Wala ( 1957 - 1960 ), opět Witold Henryk Paryski ( 1960 - 1963 ), Józef Nyka ( 1963 - 1991 ), Andrzej Kłos ( 1993 - 1998 ), Renata Wcisło (?), V současnosti Grzegorz Bielejec.